# Wilhelm Matthias Naeff

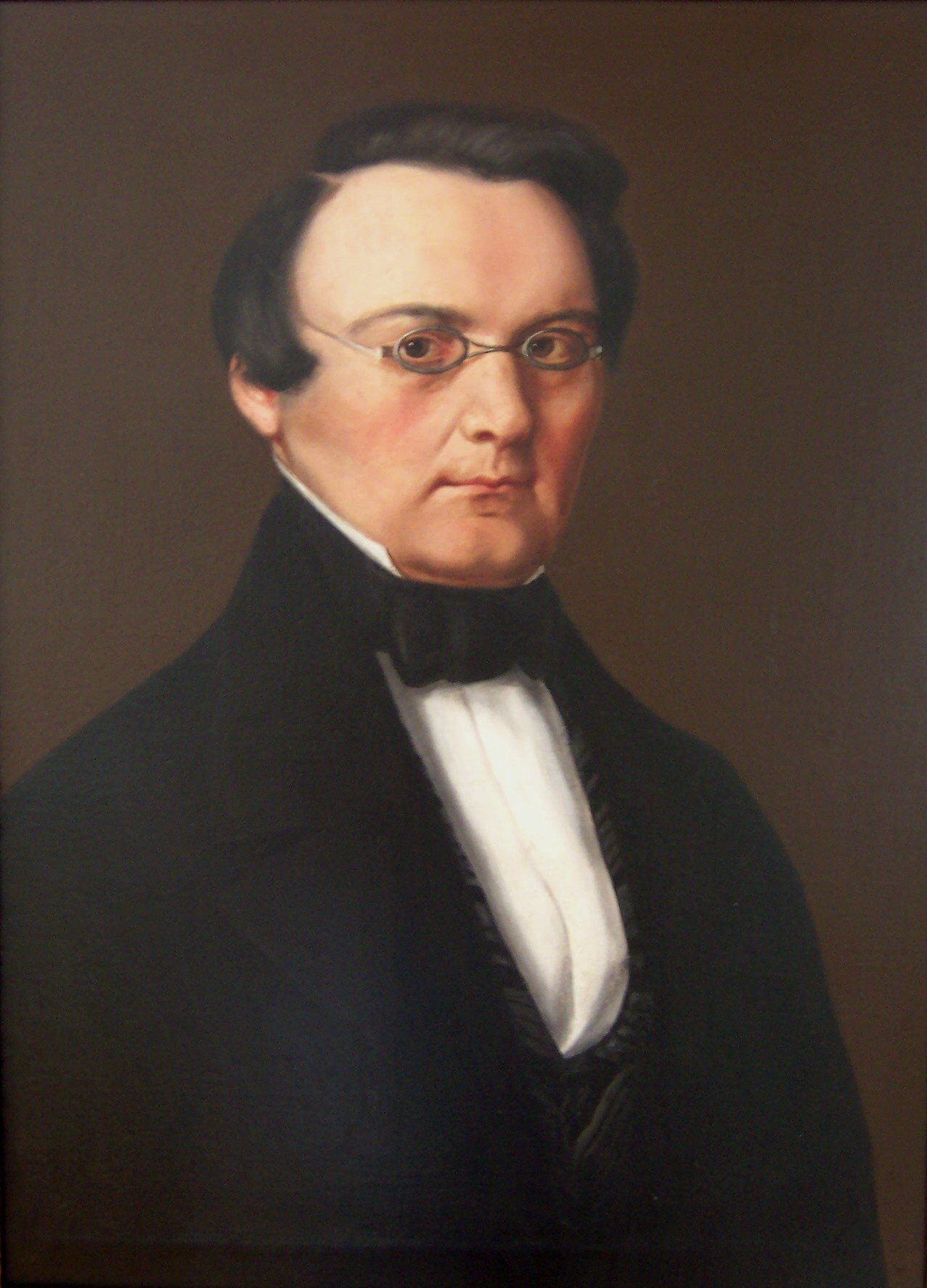
Wilhelm Matthias Naeff

Wilhelm Matthias Naeff (* 19. Februar 1802 in Altstätten; † 21. Januar 1881 in Muri bei Bern, heimatberechtigt in Altstätten) war ein Schweizer Politiker. Nach 18 Jahren Tätigkeit in der Regierung des Kantons St. Gallen wurde er 1848 als Vertreter der liberalen Mitte (der heutigen FDP) in den Bundesrat gewählt und stand in der Folge vier verschiedenen Departementen vor. Seine Amtszeit von 27 Jahren ist die viertlängste aller Bundesräte. Dennoch hatte er vergleichsweise wenig Einfluss und war nur einmal Bundespräsident, im Jahr 1853.

## Biografie

### Herkunft und Kantonspolitik

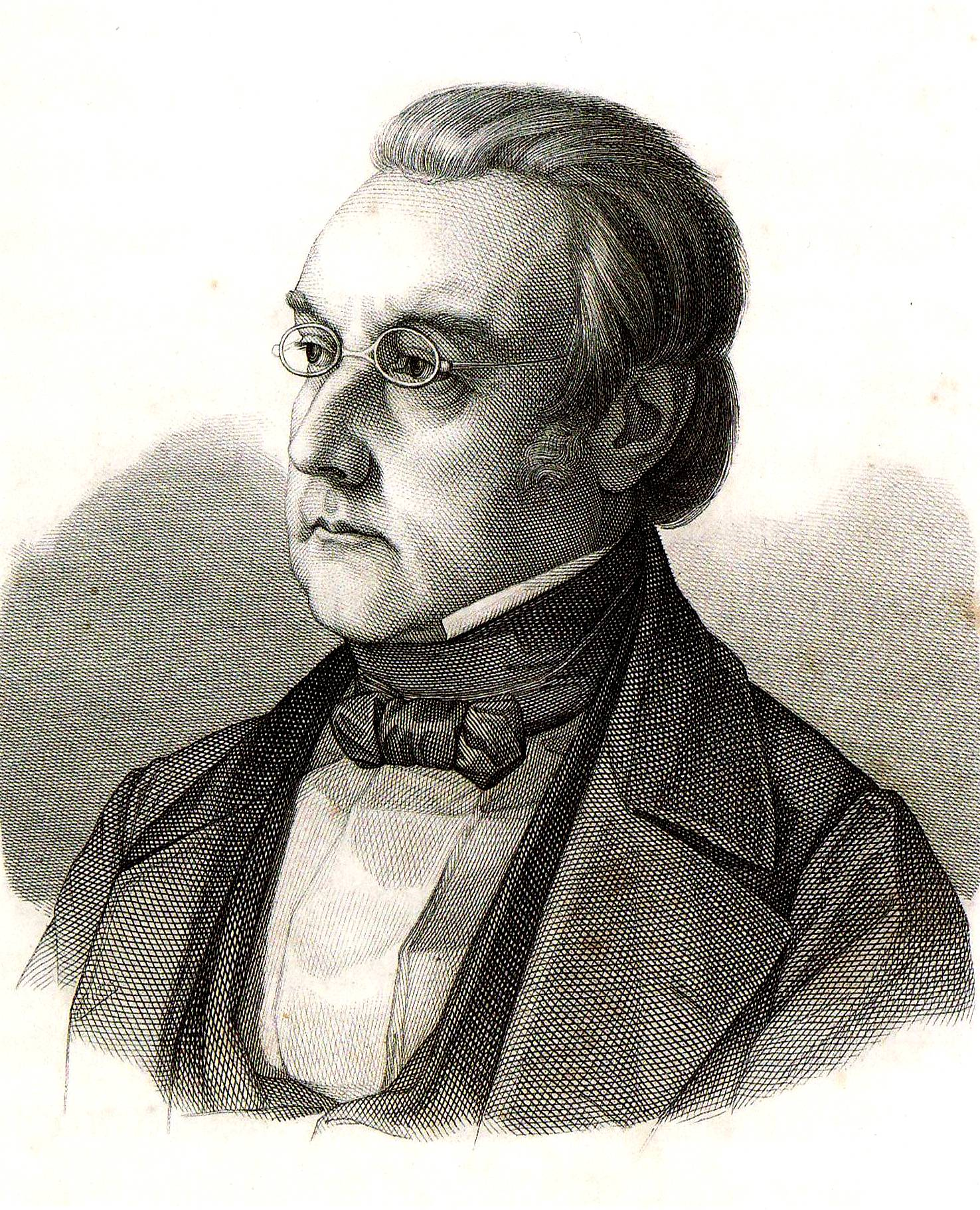
Landammann Naeff

Naeff wurde in eine alteingesessene und traditionsreiche Rheintaler Familie hineingeboren. Er war der dritte Sohn des politisch einflussreichen Textilgrosshändlers Johann Matthias Naeff und hatte elf Geschwister. Ferdinand Adolf Naeff, einer seiner jüngeren Brüder, war später ein bedeutender Eisenbahningenieur.
Nachdem er ab 1815 höhere Schulen in Aarau und Lausanne absolviert hatte, studierte Wilhelm Matthias Naeff ab 1819 Jurisprudenz an der Ruprecht-Karls-Universität in Heidelberg, wo er vier Jahre später auch promovierte. Nach seiner Rückkehr in die Schweiz war er in Altstätten als Rechtsanwalt tätig. 1828 gelang ihm im Alter von nur 26 Jahren die Wahl in den St. Galler Grossen Rat, wo er sich als einer der führenden Liberalen etablierte; insgesamt acht Mal amtierte er als Landammann.
Naeff leitete 1836 in Flawil eine Volksversammlung, an der er einen repräsentativen Verfassungsrat für die Schweiz forderte. Ansonsten nahm er im Gegensatz zu seinen Mitstreitern eine eher vermittelnde Rolle zwischen Liberalen und Konservativen ein, die sich damals scheinbar unversöhnlich gegenüberstanden. Obwohl das Oberrheintal tendenziell konservativ geprägt war, konnte er sich auf eine treue Anhängerschaft verlassen. Als Regierungsrat war er an Planungen zur Rheinregulierung beteiligt, die jedoch erst ab 1892 umgesetzt werden konnten. Im Strassen- und Eisenbahnbau trug er massgeblich zur Entwicklung seines Kantons bei. Ausserdem war er an Zollverhandlungen mit Nachbarstaaten beteiligt.

### Bundespolitik

Sitzung der Tagsatzung in 1847: Landammann Dr. Wilhelm Näff rechts im Vordergrund (Nr. 15)

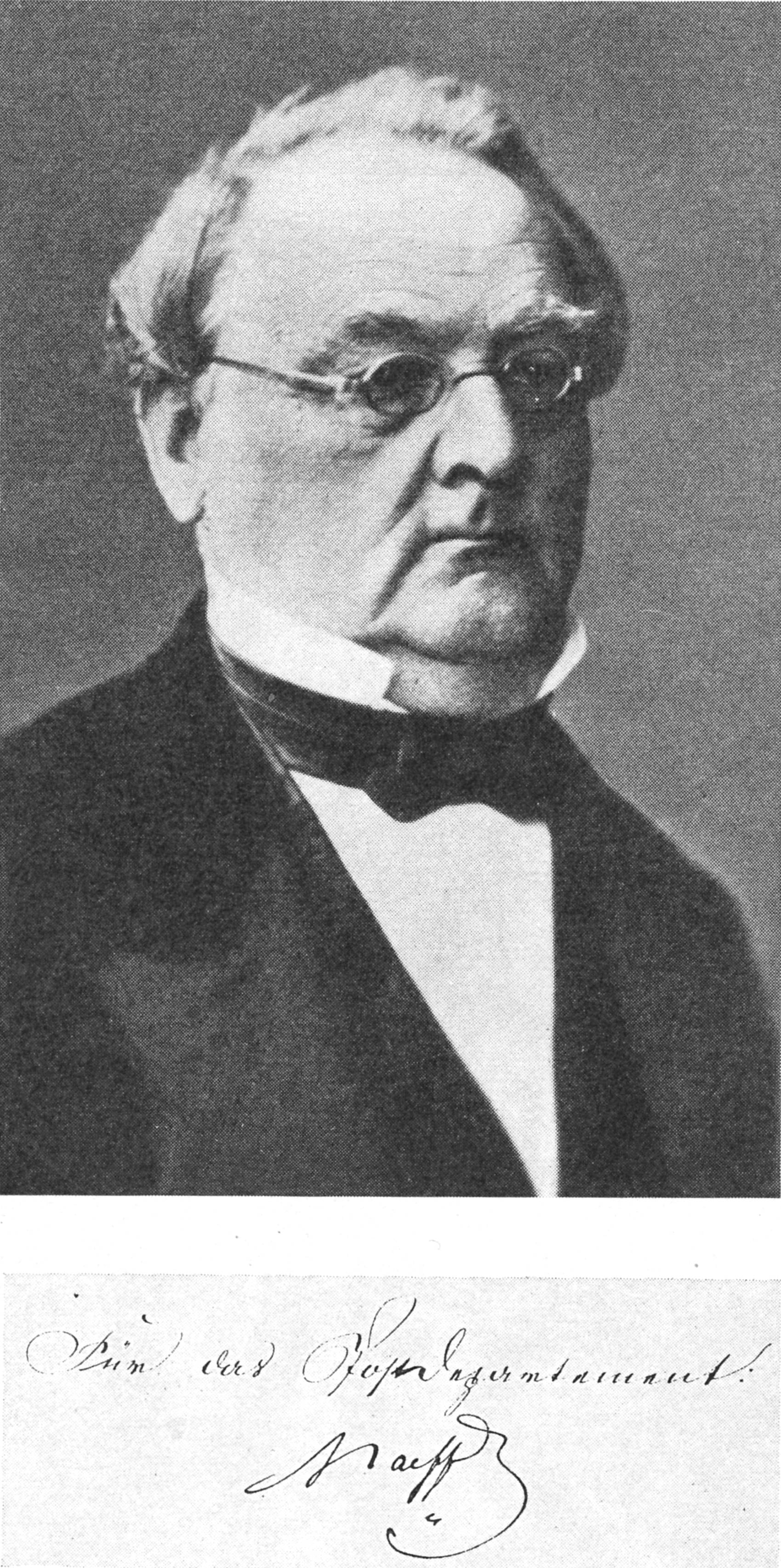
Autogrammkarte

Die Tagsatzung entsandte Naeff im Jahr 1838 als eidgenössischen Kommissär in den Kanton Schwyz, um im so genannten «Hörner- und Klauenstreit» zu vermitteln, einem Konflikt zwischen liberalen Kleinvieh- und konservativen Grossviehbesitzern. Ein weiteres Mal hatte er diese Aufgabe von 1845 bis 1847 im Kanton Luzern inne, zwischen den Freischarenzügen und dem Sonderbundskrieg. 1844 und 1847 vertrat er seinen Kanton selbst als Gesandter an der Tagsatzung. Er befürwortete zwar die Auflösung des Sonderbunds, war aber als Mitglied der Verfassungskommission darauf bedacht, dass die erste Bundesverfassung des 1848 geschaffenen Bundesstaates einen ausgleichenden Charakter erhielt.

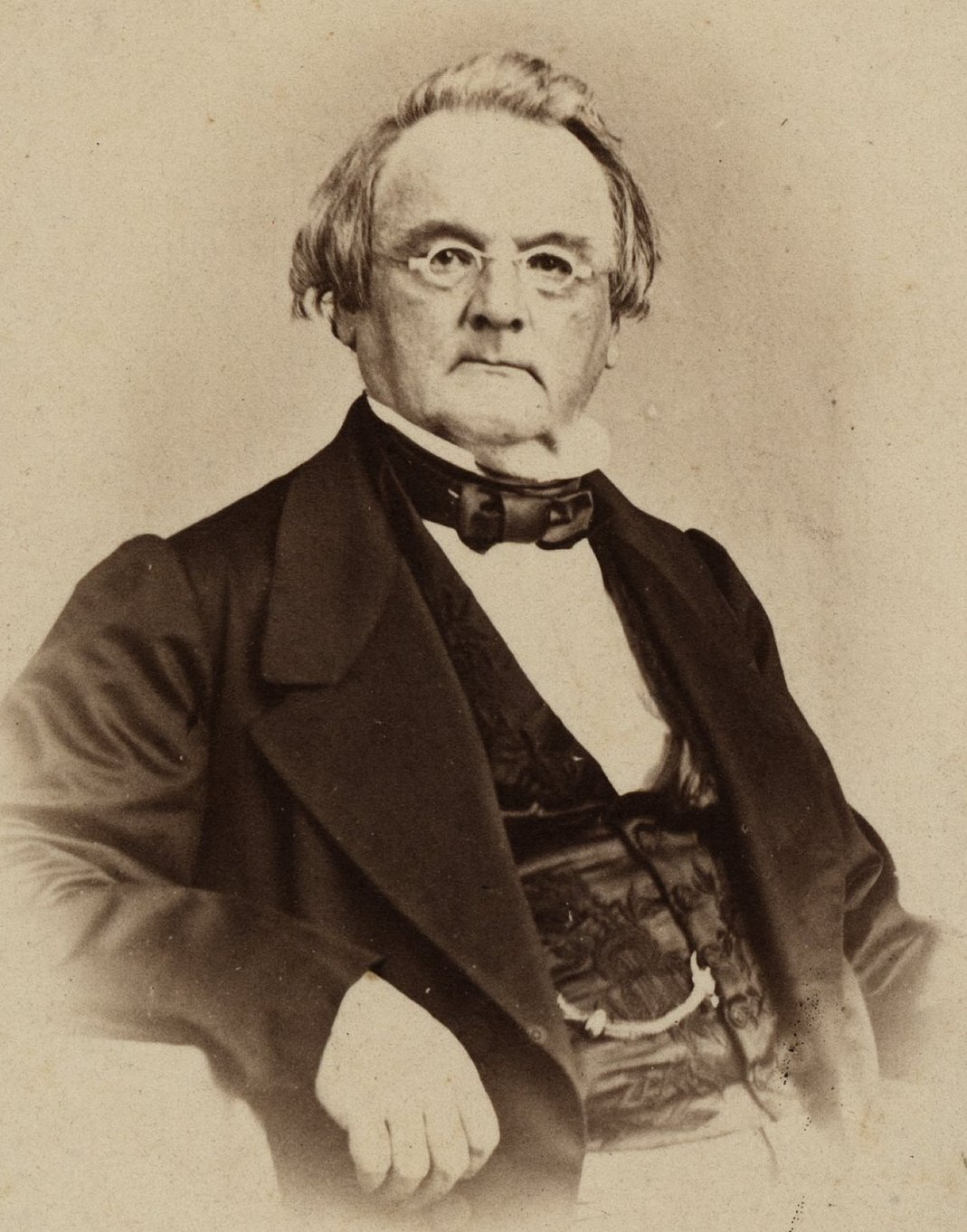
Bundesrat Naeff

Am 30. September 1848 wählte der Grosse Rat Naeff zu einem der beiden St. Galler Vertreter im Ständerat. Dieses Amt übte er jedoch nur etwas mehr als sechs Wochen lang aus, denn am 16. November 1848 wurde er von der Bundesversammlung zum siebten Mitglied des Bundesrates gewählt. Dabei erhielt er im ersten Wahlgang 72 von 128 abgegebenen Stimmen (28 Stimmen entfielen auf Jakob Robert Steiger und 28 weitere auf verschiedene andere Personen). Seine Wahl war ein Zugeständnis an den Kanton St. Gallen, dessen Stimme den Ausschlag für die gewaltsame Auflösung des Sonderbunds gegeben hatte. Naeff war derjenige Bundesrat mit der meisten Regierungserfahrung, und wegen seines mässigenden Auftretens brachten ihm auch die Konservativen einen gewissen Respekt entgegen.

### Bundesrat
Als Vorsteher des Post- und Baudepartements leistete Naeff wichtige Aufbauarbeit für den jungen Bundesstaat, vor allem bei der Modernisierung der Landesinfrastruktur. Zu seinen wichtigsten Aufgaben gehörte die Vereinheitlichung des zersplitterten Postwesens unter Bundeskompetenz. Dabei achtete er auf eine möglichst gute regionale Erschliessung und günstige Tarife. Die 1849 gegründete Bundespost gab im darauf folgenden Jahr die ersten Briefmarken heraus. Ebenso schloss Naeff Postverträge mit anderen Ländern ab. In seinem ersten Amtsjahr wurde er von Generalpostdirektor Benedikt La Roche unterstützt. Dieser trat jedoch bereits im Juli 1849 aufgrund von Meinungsverschiedenheiten zurück, woraufhin der Posten drei Jahrzehnte lang unbesetzt blieb.
Ebenfalls zu Naeffs Zuständigkeitsbereich gehörte der Aufbau eines nationalen Telegrafennetzes. Es erreichte Ende 1852 eine Länge von 1920 Kilometern, verband alle grösseren Ortschaften der Schweiz miteinander und beschleunigte so die Industrialisierung des Landes. Der Aufbau eines nationalen Eisenbahnnetzes sollte ursprünglich ebenfalls eine Aufgabe des Staates sein. Naeff schwebte vor, dass der Eisenbahnbau von Bund und Kantonen gemeinsam ausgeführt werden sollte, finanziert unter anderem durch eine Bundesanleihe. Unter dem Einfluss von Alfred Escher entschied sich die Bundesversammlung jedoch für eine vollständige Privatisierung. Der Bund erhielt lediglich ein formales Konzessionsrecht zugesprochen.
1853 war Naeff für ein Jahr Bundespräsident und somit als Vorsteher des Politischen Departements zugleich Aussenminister. In der Folge verlor er jedoch markant an Einfluss und wurde nie wieder als Bundespräsident gewählt. 1854 leitete er vorübergehend das Handels- und Zolldepartement, bevor er 1855 wieder das Post- und Baudepartement übernahm. Wegen Überlastung musste er 1860 das Bauwesen an das Departement des Innern abgeben und war die nächsten sechs Jahre lediglich für die Post zuständig. Von 1867 bis 1873 leitete er ein weiteres Mal das Handels- und Zolldepartement, ab 1873 das Finanz- und Zolldepartement. Naeff erwarb sich den Ruf, ein Sesselkleber und pedantischer Langweiler zu sein, mehrere Bestätigungswahlen überstand er nur mit knappen Mehrheiten. Politische Gegner schaffte er sich insbesondere mit seiner ablehnenden Haltung gegenüber der geplanten Gotthardbahn (der Kanton St. Gallen bevorzugte stets eine Bahn über den Splügenpass).
Da Naeff seit fast zwei Jahrzehnten in Bern lebte, schwand allmählich auch der Rückhalt in seiner Heimat. Damals war es üblich, dass sich Bundesräte einer so genannten Komplimentswahl stellten, das heisst sie kandidierten als Nationalräte, um im Volk ihre Legitimation zu sichern. Bei den Nationalratswahlen 1866 fiel er im Wahlkreis St. Gallen-Nordost durch. In den nachfolgenden Bundesratswahlen wurde Naeff erst im 9. Wahlgang mit nur zwei Stimmen über dem absoluten Mehr bestätigt. Im 7. Wahlgang lag Joachim Heer mit zwei Stimmen mehr als Naeff an erster Stelle; Heer erklärte aber, dass er eine allfällige Wahl (das absolute Mehr hatte er noch nicht erreicht) nicht annehmen würde. 1869 und 1872 verzichtete Naeff ganz auf eine Nationalratskandidatur; gleichwohl wählte ihn die Bundesversammlung wieder, wenn auch jeweils nur knapp.
Gegen Ende seiner Zeit als Bundesrat machte sich Naeff, der stets ledig geblieben war, um die Entwicklung des 1874 in Bern gegründeten Weltpostvereins verdient. Nach insgesamt 27 Jahren trat er schliesslich am 31. Dezember 1875 zurück, als letzter der sieben Bundesräte von 1848. Er lebte anschliessend bei einem seiner Brüder in St. Gallen, dann vorübergehend in Luzern und ab 1880 in Muri bei Bern, wo er sich mittlerweile deutlich heimischer fühlte als im St. Galler Rheintal. Im Dezember 1878 wurde sein Grosscousin Simeon Bavier ebenfalls als Bundesrat gewählt. Nach mehreren Schlaganfällen starb Naeff im Alter von 78 Jahren.